# Wereldkampioenschap superbike van Misano 2018
Het wereldkampioenschap superbike van Misano 2018 was de negende ronde van het wereldkampioenschap superbike en de achtste ronde van het wereldkampioenschap Supersport 2018. De races werden verreden op 7 en 8 juli 2018 op het Misano World Circuit Marco Simoncelli nabij Misano Adriatico, Italië.

## Superbike

### Race 1
| Pos | Nr | Rijder                | Constructeur | Rondes | Tijd           | Grid | Punten |
| --- | -- | --------------------- | ------------ | ------ | -------------- | ---- | ------ |
| 1   | 1  | Jonathan Rea          | Kawasaki     | 21     | 33:31.846      | 2    | 25     |
| 2   | 7  | Chaz Davies           | Ducati       | 21     | +2.791         | 7    | 20     |
| 3   | 50 | Eugene Laverty        | Aprilia      | 21     | +3.700         | 3    | 16     |
| 4   | 60 | Michael van der Mark  | Yamaha       | 21     | +4.921         | 11   | 13     |
| 5   | 66 | Tom Sykes             | Kawasaki     | 21     | +6.713         | 1    | 11     |
| 6   | 12 | Javier Forés          | Ducati       | 21     | +11.065        | 4    | 10     |
| 7   | 33 | Marco Melandri        | Ducati       | 21     | +12.375        | 8    | 9      |
| 8   | 32 | Lorenzo Savadori      | Aprilia      | 21     | +12.995        | 5    | 8      |
| 9   | 2  | Leon Camier           | Honda        | 21     | +13.840        | 10   | 7      |
| 10  | 36 | Leandro Mercado       | Kawasaki     | 21     | +32.317        | 13   | 6      |
| 11  | 54 | Toprak Razgatlıoğlu   | Kawasaki     | 21     | +36.316        | 14   | 5      |
| 12  | 94 | Niccolò Canepa        | Yamaha       | 21     | +37.665        | 16   | 4      |
| 13  | 40 | Román Ramos           | Kawasaki     | 21     | +39.466        | 18   | 3      |
| 14  | 45 | Jacob Gagne           | Honda        | 21     | +39.896        | 19   | 2      |
| 15  | 24 | Alessandro Andreozzi  | Yamaha       | 21     | +48.461        | 21   | 1      |
| 16  | 99 | P.J. Jacobsen         | Honda        | 21     | +54.364        | 17   |        |
| 17  | 21 | Michael Ruben Rinaldi | Ducati       | 18     | +3 ronden      | 20   |        |
| 18  | 81 | Jordi Torres          | MV Agusta    | 17     | +4 ronden      | 9    |        |
| DNF | 22 | Alex Lowes            | Yamaha       | 9      | Ongeluk        | 12   |        |
| DNF | 68 | Yonny Hernández       | Kawasaki     | 3      | Ongeluk        | 15   |        |
| DNF | 76 | Loris Baz             | BMW          | 1      | Schade ongeluk | 6    |        |

### Race 2
| Pos | Nr | Rijder                | Constructeur | Rondes | Tijd        | Grid | Punten |
| --- | -- | --------------------- | ------------ | ------ | ----------- | ---- | ------ |
| 1   | 1  | Jonathan Rea          | Kawasaki     | 21     | 33:34.637   | 2    | 25     |
| 2   | 60 | Michael van der Mark  | Yamaha       | 21     | +0.334      | 11   | 20     |
| 3   | 33 | Marco Melandri        | Ducati       | 21     | +0.595      | 8    | 16     |
| 4   | 7  | Chaz Davies           | Ducati       | 21     | +2.382      | 7    | 13     |
| 5   | 66 | Tom Sykes             | Kawasaki     | 21     | +4.535      | 1    | 11     |
| 6   | 22 | Alex Lowes            | Yamaha       | 21     | +6.559      | 12   | 10     |
| 7   | 32 | Lorenzo Savadori      | Aprilia      | 21     | +7.193      | 5    | 9      |
| 8   | 50 | Eugene Laverty        | Aprilia      | 21     | +9.972      | 3    | 8      |
| 9   | 76 | Loris Baz             | BMW          | 21     | +13.874     | 6    | 7      |
| 10  | 2  | Leon Camier           | Honda        | 21     | +14.047     | 10   | 6      |
| 11  | 21 | Michael Ruben Rinaldi | Ducati       | 21     | +26.003     | 20   | 5      |
| 12  | 54 | Toprak Razgatlıoğlu   | Kawasaki     | 21     | +28.886     | 14   | 4      |
| 13  | 94 | Niccolò Canepa        | Yamaha       | 21     | +33.758     | 16   | 3      |
| 14  | 45 | Jacob Gagne           | Honda        | 21     | +34.751     | 19   | 2      |
| 15  | 40 | Román Ramos           | Kawasaki     | 21     | +36.892     | 18   | 1      |
| 16  | 68 | Yonny Hernández       | Kawasaki     | 21     | +36.983     | 15   |        |
| 17  | 36 | Leandro Mercado       | Kawasaki     | 21     | +56.465     | 13   |        |
| DNF | 99 | P.J. Jacobsen         | Honda        | 19     | Uitgevallen | 17   |        |
| DNF | 24 | Alessandro Andreozzi  | Yamaha       | 15     | Uitgevallen | 21   |        |
| DNF | 12 | Javier Forés          | Ducati       | 2      | Uitgevallen | 4    |        |
| DNF | 81 | Jordi Torres          | MV Agusta    | 2      | Uitgevallen | 9    |        |

## Supersport
| Pos | Nr  | Rijder                | Constructeur | Rondes | Tijd           | Grid | Punten |
| --- | --- | --------------------- | ------------ | ------ | -------------- | ---- | ------ |
| 1   | 64  | Federico Caricasulo   | Yamaha       | 19     | 31:20.416      | 1    | 25     |
| 2   | 3   | Raffaele De Rosa      | MV Agusta    | 19     | +1.423         | 4    | 20     |
| 3   | 11  | Sandro Cortese        | Yamaha       | 19     | +3.869         | 5    | 16     |
| 4   | 16  | Jules Cluzel          | Yamaha       | 19     | +7.052         | 2    | 13     |
| 5   | 21  | Randy Krummenacher    | Yamaha       | 19     | +13.581        | 3    | 11     |
| 6   | 13  | Anthony West          | Kawasaki     | 19     | +15.746        | 10   | 10     |
| 7   | 111 | Kyle Smith            | Honda        | 19     | +16.275        | 8    | 9      |
| 8   | 60  | Lorenzo Gabellini     | Yamaha       | 19     | +28.743        | 14   | 8      |
| 9   | 78  | Hikari Okubo          | Kawasaki     | 19     | +29.068        | 9    | 7      |
| 10  | 86  | Ayrton Badovini       | MV Agusta    | 19     | +29.522        | 21   | 6      |
| 11  | 42  | Marco Bussolotti      | Yamaha       | 19     | +31.440        | 12   | 5      |
| 12  | 6   | Corentin Perolari     | Yamaha       | 19     | +31.877        | 20   | 4      |
| 13  | 47  | Rob Hartog            | Kawasaki     | 19     | +32.853        | 23   | 3      |
| 14  | 81  | Luke Stapleford       | Yamaha       | 19     | +35.103        | 24   | 2      |
| 15  | 38  | Hannes Soomer         | Honda        | 19     | +36.900        | 15   | 1      |
| 16  | 63  | Davide Stirpe         | MV Agusta    | 19     | +44.856        | 16   |        |
| 17  | 56  | Péter Sebestyén       | Honda        | 19     | +44.870        | 18   |        |
| 18  | 93  | Roberto Mercandelli   | Honda        | 19     | +44.901        | 17   |        |
| 19  | 65  | Michael Canducci      | Yamaha       | 19     | +45.083        | 26   |        |
| 20  | 77  | Wayne Tessels         | Kawasaki     | 19     | +1:04.453      | 29   |        |
| 21  | 34  | Ezequiel Iturrioz     | Kawasaki     | 19     | +1:13.352      | 32   |        |
| 22  | 74  | Jaimie van Sikkelerus | Honda        | 19     | +1:18.246      | 33   |        |
| 23  | 15  | Alfonso Coppola       | Yamaha       | 19     | +1:27.667      | 22   |        |
| DNF | 10  | Nacho Calero          | Kawasaki     | 13     | Ongeluk        | 28   |        |
| DNF | 32  | Sheridan Morais       | Kawasaki     | 12     | Uitgevallen    | 11   |        |
| DNF | 88  | Christian Stange      | Kawasaki     | 11     | Uitgevallen    | 34   |        |
| DNF | 84  | Loris Cresson         | Yamaha       | 10     | Ongeluk        | 25   |        |
| DNF | 43  | Stefano Valtulini     | Kawasaki     | 8      | Schade ongeluk | 7    |        |
| DNF | 36  | Thomas Gradinger      | Yamaha       | 7      | Uitgevallen    | 13   |        |
| DNF | 35  | Stefan Hill           | Triumph      | 4      | Ongeluk        | 30   |        |
| DNF | 97  | Richárd Bódis         | Kawasaki     | 2      | Uitgevallen    | 31   |        |
| DNF | 144 | Lucas Mahias          | Yamaha       | 2      | Schade ongeluk | 6    |        |
| DNF | 22  | Eemeli Lahti          | Suzuki       | 0      | Ongeluk        | 19   |        |
| DNF | 19  | Alex Baldolini        | Honda        | 0      | Ongeluk        | 27   |        |

## Tussenstanden na wedstrijd

### Superbike
| Pos | Nr | Rijder               | Team     | Punten |
| --- | -- | -------------------- | -------- | ------ |
| 1   | 1  | Jonathan Rea         | Kawasaki | 370    |
| 2   | 7  | Chaz Davies          | Ducati   | 278    |
| 3   | 60 | Michael van der Mark | Yamaha   | 248    |
| 4   | 66 | Tom Sykes            | Kawasaki | 218    |
| 5   | 33 | Marco Melandri       | Ducati   | 193    |

### Supersport
| Pos | Nr  | Rijder              | Team   | Punten |
| --- | --- | ------------------- | ------ | ------ |
| 1   | 11  | Sandro Cortese      | Yamaha | 138    |
| 2   | 16  | Jules Cluzel        | Yamaha | 133    |
| 3   | 21  | Randy Krummenacher  | Yamaha | 116    |
| 4   | 64  | Federico Caricasulo | Yamaha | 104    |
| 5   | 144 | Lucas Mahias        | Yamaha | 103    |

1991 · 1993 · 1994 · 1995 · 1996 · 1997 · 1998 · 1999 · 2000 · 2001 · 2002 · 2003 · 2004 · 2005 · 2006 · 2007 · 2008 · 2009 · 2010 · 2011 · 2012 · 2014 · 2015 · 2016 · 2017 · 2018 · 2019 · 2021 · 2022 · 2023 · 2024 · 2025